# Équipe de l'année de l'USHL
L'Équipe de l'année de l'USHL  (en anglais : USHL Organization of the Year) est un titre remis annuellement depuis 1994 à l'équipe ayant démontré un niveau d'excellence et d'accomplissement élevé sur et hors glace tout au long de la saison dans la United States Hockey League.

## Gagnant du trophée
| Saison    | Récipiendaire               |
| --------- | --------------------------- |
| 1993-1994 | Lancers d'Omaha             |
| 1994-1995 | Buccaneers de Des Moines    |
| 1995-1996 | Gamblers de Green Bay       |
| 1996-1997 | Stars de Lincoln            |
| 1997-1998 | Buccaneers de Des Moines    |
| 1998-1999 | Buccaneers de Des Moines    |
| 1999-2000 | Stars de Lincoln            |
| 2000-2001 | Storm de Tri-City           |
| 2001-2002 | Stampede de Sioux Falls     |
| 2002-2003 | Black Hawks de Waterloo     |
| 2003-2004 | Storm de Tri-City           |
| 2004-2005 | Black Hawks de Waterloo     |
| 2005-2006 | Stampede de Sioux Falls     |
| 2006-2007 | Black Hawks de Waterloo     |
| 2007-2008 | Ice de l'Indiana            |
| 2008-2009 | Force de Fargo              |
| 2009-2010 | Lancers d'Omaha             |
| 2010-2011 | RoughRiders de Cedar Rapids |
| 2011-2012 | Gamblers de Green Bay       |
| 2012-2013 | Force de Fargo              |
| 2013-2014 | Stampede de Sioux Falls     |
| 2014-2015 | Stampede de Sioux Falls     |
| 2015-2016 | Storm de Tri-City           |
| 2016-2017 | Non remis                   |
| 2017-2018 | Stampede de Sioux Falls     |
| 2018-2019 | Lumberjacks de Muskegon     |
| 2019-2020 | Stampede de Sioux Falls     |

## Équipes les plus titrés
1. Stampede de Sioux Falls - 6
2. Buccaneers de Des Moines - 3
3. Black Hawks de Waterloo - 3
4. Storm de Tri-City - 3
5. Force de Fargo - 2
6. Gamblers de Green Bay - 2
7. Stars de Lincoln - 2
8. Lancers d'Omaha - 2
9. RoughRiders de Cedar Rapids - 1
10. Ice de l'Indiana - 1
11. Lumberjacks de Muskegon - 1